# Aravane Rezaï
Aravane Rezaï (Saint-Étienne, Francia, 14 de marzo de 1987) es una tenista francesa de ascendencia iraní.
En 2001 y 2005 compitió representando a Irán en los Juegos Islámicos Femeninos, ganando el oro en ambas ocasiones.
Ha ganado en 2010 los torneos de Madrid, Estrasburgo y WTA Tournament of Champions en Bali y ha jugado tres finales: el torneo de Estambul en 2007, el torneo de Auckland de  en 2008 y el Torneo de Dallas en 2011 .

## Títulos WTA (4; 4+0)

### Individual (4)
| Leyenda: Antes de 2009          | Leyenda: A partir de 2009 |
| ------------------------------- | ------------------------- |
| Grand Slam (0)                  |                           |
| Juegos Olímpicos (0)            |                           |
| WTA Tour Championships (0)      |                           |
| WTA Tournament of Champions (1) |                           |
| Tier I (0)                      | Premier Mandatory (1)     |
| Tier II (0)                     | Premier 5 (0)             |
| Tier III (0)                    | Premier (0)               |
| Tier IV & V (0)                 | International (2)         |

| No. | Fecha                  | Torneo                  | Superficie    | Oponente en la final | Resultado     |
| 1.  | 23 de mayo de 2009     | Estrasburgo             | Tierra batida | Lucie Hradecká       | 7-6(2), 6-1   |
| 2.  | 8 de noviembre de 2009 | Tournament of Champions | Dura (i)      | Marion Bartoli       | 7-5, ret.     |
| 3.  | 16 de mayo de 2010     | Madrid                  | Tierra batida | Venus Williams       | 6-2, 7-5      |
| 4.  | 4 de julio de 2010     | Bastad                  | Tierra batida | Gisela Dulko         | 6-3, 4-6, 6-4 |

#### Finalista (3)
| No. | Fecha                | Torneo   | Superficie    | Oponente en la final | Resultado         |
| 1.  | 26 de mayo de 2007   | Estambul | Tierra batida | Elena Dementieva     | 6-7(5), 0-3, ret. |
| 2.  | 5 de enero de 2008   | Auckland | Dura          | Lindsay Davenport    | 2-6, 2-6          |
| 3.  | 27 de agosto de 2011 | Dallas   | Dura          | Sabine Lisicki       | 2-6, 1-6          |